# عبد الله محسود
عبد الله محسود (1974 – 24 يوليو 2007) من قبيلة محسود في جنوب وزيرستان، وأحد قادة حركة طالبان، قُتِلَ أثناء مداهمة قوات الأمن الباكستاني مسكنه في زهوب ببلوشستان في باكستان.
السلطات الأمريكية ادعت في وقت لاحق أنه كان سجينا في معتقل غوانتانامو، وتم إطلاق سراحه وعاد إلى القتال.

## حياته
ولد في أوائل عام 1974 في قرية نانو جنوب وزيرستان، قاتل محسود ضد التحالف الشمالي، وفقد ساقه في انفجار لغم أرضي في عام 1996.
وخلال الأيام الأولى من الغزو الأمريكي لأفغانستان، قاتل محسود ضد الولايات المتحدة وقوات التحالف الشمالي في أفغانستان، وفي ديسمبر 2001 تم أسره من قبل عبد الرشيد دوستم في معركة قندوز، وتم تسليمه إلى الولايات المتحدة وأمضى 25 شهرًا في في معتقل خليج غوانتانامو الأمريكي، ثم تم إطلاق سراحه وعاد إلى جنوب وزيرستان.
بعد إطلاق سراحه، عاد محسود على الفور إلى القتال، حيث قاد قوة تصل إلى 5000 من مقاتلي طالبان. ثم بدأ في الهجمات ضد قوات التحالف في أفغانستان. ويعتقد أن مجموعة محسود كانت وراء اختطاف اثنين من المهندسين الصينيين، وكذلك وراء محاولة اغتيال وزير الداخلية الباكستاني أفتاب أحمد شيرباو.
في عام 2005، أعلن رئيس باكستان برويز مشرف مقتل محسود على يد الاستخبارات الباكستانية، ثم تم سحب البيان بعد ثبوت كذب خبر مقتله.

## وفاته
في 24 يوليو 2007، كان محسود في منزله في اجتماع مع بعض القادة العسكريين في زهوب في بلوشستان، وقام الأمن الباكستاني بمداهمة المنزل، ادعى الأمن أن محسود قام بتفجير قنبلة يدوية قتل على إثرها.